# Moc Morgan
Moc Morgan (7. listopadu 1928 – 25. května 2015) byl velšský rybář, autor publikací o rybaření a televizní a rozhlasový moderátor.

## Život
Narodil se v západovelšské vesnici Pontrhydfendigaid jako druhý nejstarší z pěti sourozenců. Jeho otcem byl železniční dělník. On sám v dětství mluvil velšsky a anglicky se začal učit až s nástupem do školy. Později studoval na Trinity College ve městě Carmarthen. Následně odešel do armády a po návratu pracoval jako učitel na škole ve své rodní vesnici. Později se zde stal ředitelem školy a následně odešel na stejný post na základní školu v Lampeteru. Od mládí se věnoval rybaření. Věnoval se převážně muškaření. Je autorem několika rybářských publikací, včetně Fly Patterns for the Rivers and Lakes of Wales (1984) a Trout and Salmon Flies of Wales (1996). Ke konci života žil v Aberystwythu, kde také ve věku 86 let zemřel na následky rakoviny. Byl nositelem Řádu britského impéria.